# Jeyson Auza
Jeyson Marcos Auza Pinto (Sucre, Bolivia; 13 de noviembre de 1981) es un médico y político boliviano que ocupó el alto cargo de Ministro de Salud y Deportes de Bolivia desde el 16 de enero de 2021 hasta el 2 de junio de 2023 durante el gobierno del presidente Luis Arce Catacora.

## Biografía
Jeyson Auza nació un 13 de noviembre de 1981 en la ciudad de Sucre en el departamento de Chuquisaca. Salió bachiller el año 1999. Ingresó a estudiar la carrera de Medicina en la Universidad San Francisco Xavier de Chuquisaca, titulándose tiempo después como médico de profesión.
Durante su vida profesional, Jeysón Auza trabajó mayormente en instituciones de la Gobernación de Chuquisaca durante la gestión del gobernador Esteban Urquizu, como responsable de salud ocupacional y bienestar del Servicio Departamental de Caminos (SEDCAM) de Chuquisaca, fue también el encargado interino de Salud Comunitaria y Movilización Social del Servicio Departamental de Salud (SEDES) Chuquisaca.
Ingresó también a trabajar en el Ministerio de Salud y Deportes de Bolivia como Coordinador departamental de implementación "SAFCI MI SALUD" y luego en el cargo de coordinador departamental del programa "Mi Salud" de Chuquisaca. Tiempo después formó parte de la Autoridad de Supervisión de la Seguridad de Corto Plazo (ASUSS).

## Carrera política

### Elecciones nacionales de 2019
Jeyson Auza ingresó a la vida política del país a sus 38 años de edad, cuando decidió participar en las elecciones nacionales de 2019 como candidato a segundo senador suplente por el Departamento de Chuquisaca en representación del partido político del Movimiento al Socialismo (MAS-IPSP) pero no logró acceder al cargo debido a la anulación de dichas elecciones.

### Director del Servicio Departamental de Salud de Chuquisaca (2020-2021)
El 8 de diciembre de 2020, el gobernador interino del Departamento de Chuquisaca  Efraín Balderas decide posesionar al médico Jeyson Auza como el nuevo director ejecutivo del Servicio Departamental de Salud (SEDES) en reemplazo de Enrique Leaño, quien renunció a este cargo para postularse a la alcaldía de la ciudad de Sucre en representación del partido MAS-IPSP.

### Ministro de Salud y Deportes (2021-2023)
El 16 de enero de 2021, el Presidente de Bolivia Luis Arce Catacora decide posesionar al joven médico chuquisaqueño Jeyson Auza de 39 años de edad como el nuevo Ministro de Salud y Deportes en reemplazo del médico Edgar Pozo de 72 años (1948) quien tuvo que renunciar al alto cargo ministerial debido a serias complicaciones en su salud a causa del Coronavirus que lo llevó a terapia intensiva.
| Predecesor: Édgar Pozo Valdivia | Ministro de Salud de Bolivia 16 de enero de 2021 - 2 de junio de 2023 | Sucesor: María Renée Castro Cusicanqui |